# Windows and Walls
Windows and Walls is een studioalbum van de Amerikaanse singer-songwriter Dan Fogelberg. Fogelberg is dan op de top van zijn beroemdheid in de Verenigde Staten, daarbuiten wil het echter niet zo lukken. Tussen The Innocent Age en dit zevende album is een Greatest Hits album uitgegeven, met als lokkertje twee nieuwe tracks. Het album werd in 1984 uitgegeven op elpee, maar al relatief snel volgde in januari 1985 de Japanse compact discpersing, de Amerikaanse liet langer op zich wachten.
The language of love en Believe in me werden de singles, maar konden het album in Nederland niet vlottrekken. Singles noch album haalden de Nederlandse lijsten.

## Musici
- Dan Fogelberg – zang en alle muziekinstrumenten met medewerking van
- Gary Burden; Katharine Burden; Dave Falkenberry; Charlie Fernandez - rhubarb
- Max Gronenthal - zang
- Michael Hanna - orgel, synthesizers
- Russ Kunkel - slagwerk, percussie
- Joe Lala - percussie
- Kenny Passarelli – basgitaar
- Jeff Porcaro - slagwerk, tamboerijn
- Mike Porcaro - basgitaar
- Norbert Putnam - basgitaar
- Timothy B. Schmit - zang
- Tom Scott - klarinet
- Joe Vitale - slagwerk

## Composities
Allen van Fogelberg
1. "The Language of Love" – 3:43
2. "Windows and Walls" – 4:56 (over bejaardentehuizen)
3. "The Loving Cup" – 5:00
4. "Tucson, Arizona (Gazette)" – 8:36
5. "Let Her Go" – 4:58
6. "Sweet Magnolia (And the Traveling Salesman)" – 4:41
7. "Believe in Me – 4:36
8. "Gone Too Far" – 4:31